# Райхштедт
Райхштедт (нем. Reichstädt) — община в Германии, в земле Тюрингия. 
Входит в состав района Грайц. Подчиняется управлению Ам Браметаль. Население составляет 375 человек (на 31 декабря 2010 года). Занимает площадь 5,03 км².
Коммуна подразделяется на 2 сельских округа.